# ディオゴ・ヌネス
ディオゴ・ゲデス・ヌネス（Diogo Guedes Nunes 、1996年11月10日 - ）は、ポルトガル・マトシニョス出身のプロサッカー選手。FCアロウカ所属。ポジションは、ディフェンダー（センターバック）。

## 来歴
2015年3月11日、セグンダ・リーガのアカデミコ・ヴィゼウ戦でプロデビューを果たした。